# العلاقات السويدية السلوفاكية
العلاقات السويدية السلوفاكية هي العلاقات الثنائية التي تجمع بين السويد وسلوفاكيا.

## مقارنة بين البلدين
هذه مقارنة عامة ومرجعية للدولتين:
| وجه المقارنة                                              | السويد                                                                               | سلوفاكيا                                                       |
| --------------------------------------------------------- | ------------------------------------------------------------------------------------ | -------------------------------------------------------------- |
| المساحة (كم2)                                             | 450.30 ألف                                                                           | 49.03 ألف                                                      |
| عدد السكان (نسمة)                                         | 10.16 مليون                                                                          | 5.44 مليون                                                     |
| الكثافة السكانية (ن./كم²)                                 | 22.56                                                                                | 110.95                                                         |
| العاصمة                                                   | ستوكهولم                                                                             | براتيسلافا                                                     |
| اللغة الرسمية                                             | اللغة السويدية، لغات السامي، اللغة الفنلندية، منكيلي، اللغة الرومنية، اللغة اليديشية | اللغة السلوفاكية                                               |
| العملة                                                    | كرونة سويدية                                                                         | كرونة سلوفاكية، يورو                                           |
| الناتج المحلي الإجمالي (بليون دولار)                      | 538.04 مليار                                                                         | 95.77 مليار                                                    |
| الناتج المحلي الإجمالي (تعادل القوة الشرائية) بليون دولار | 469.01 مليار                                                                         | 162.34 مليار                                                   |
| الناتج المحلي الإجمالي الاسمي للفرد دولار أمريكي          | 50.58 ألف                                                                            | 16.09 ألف                                                      |
| الناتج المحلي الإجمالي للفرد دولار أمريكي                 | 45.30 ألف                                                                            | 30.46 ألف                                                      |
| مؤشر التنمية البشرية                                      | 0.907                                                                                | 0.844                                                          |
| رمز المكالمات الدولي                                      | +46                                                                                  | +421                                                           |
| رمز الإنترنت                                              | .se                                                                                  | .sk                                                            |
| المنطقة الزمنية                                           | توقيت وسط أوروبا، ت ع م+01:00، ت ع م+02:00، أوروبا/ستوكهولم ‏                         | توقيت وسط أوروبا، ت ع م+01:00، ت ع م+02:00، أوروبا/براتيسلافا ‏ |

## مدن متوأمة
في ما يلي قائمة باتفاقيات التوأمة بين مدن سويدية وسلوفاكية:
- ترتبط Oxelösund [الإنجليزية]‏ مع زفولن باتفاقية توأمة.

## منظمات دولية مشتركة
يشترك البلدان في عضوية مجموعة من المنظمات الدولية، منها:
| علم المنظمة | اسم المنظمة                               | تاريخ انضمام السويد | تاريخ انضمام سلوفاكيا |
| ----------- | ----------------------------------------- | ------------------- | --------------------- |
|             | الاتحاد الأوروبي                          | 1995                | 1 مايو 2004           |
|             | وكالة ضمان الاستثمار متعدد الأطراف        | 12 أبريل 1988       | 1993                  |
|             | منظمة التعاون الاقتصادي والتنمية          | ?                   | ?                     |
|             | الأمم المتحدة                             | 19 نوفمبر 1946      | 19 يناير 1993         |
|             | الوكالة الدولية للطاقة                    | ?                   | ?                     |
|             | الفريق المعني برصد الأرض                  | ?                   | ?                     |
|             | مركز تنسيق الحركة في أوروبا ‏              | ?                   | ?                     |
|             | منظمة حظر الأسلحة الكيميائية              | ?                   | ?                     |
|             | منظمة التجارة العالمية                    | 1995                | ?                     |
|             | منظمة الشرطة الجنائية الدولية             | ?                   | ?                     |
|             | منظمة الأمن والتعاون في أوروبا            | 25 يونيو 1973       | 1993                  |
|             | مؤسسة التنمية الدولية                     | 24 سبتمبر 1960      | 1993                  |
|             | يونسكو                                    | 23 يناير 1950       | 9 فبراير 1993         |
|             | الاتحاد البريدي العالمي                   | ?                   | ?                     |
|             | البنك الدولي للإنشاء والتعمير             | 31 أغسطس 1951       | 1993                  |
|             | اتفاقية السماوات المفتوحة                 | ?                   | ?                     |
|             | الاتحاد الدولي للاتصالات                  | 1866                | 23 فبراير 1993        |
|             | مؤسسة التمويل الدولية                     | 20 يوليو 1956       | 1993                  |
|             | المنظمة الأوروبية لسلامة الملاحة الجوية   | 1995                | 1997                  |
|             | المركز الدولي لتسوية المنازعات الاستشارية | 28 يناير 1967       | 26 يونيو 1994         |
|             | مجموعة أستراليا                           | 1991                | 1994                  |
|             | مجموعة الموردين النوويين                  | ?                   | ?                     |

## وصلات خارجية
- موقع وزارة الخارجية السويدية
- موقع وزارة الخارجية السلوفاكية